# Os escatós

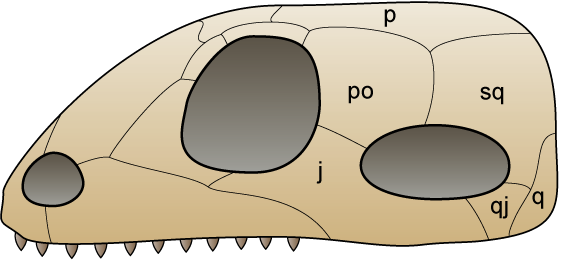
Sq: Os escatós

L'os escatós és un os del cap dels vertebrats superiors a l'escata del temporal. És el component principal de la zona de la galta al crani. Se situa a sota de la sèrie temporal i l'escotadura òtica, i limita al davant amb el postorbitari. Al darrere, s'articula amb els elements posteriors del complex palatal, és a dir, el quadrat i el pterigoides. L'escatós limita anteroventralment amb el jugal i ventralment amb el quadratojugal.